# ユナイテッド航空232便不時着事故
ユナイテッド航空232便不時着事故（ユナイテッドこうくう232びんふじちゃくじこ、英語: United Airlines Flight 232）は、1989年7月19日に、ユナイテッド航空の旅客便が飛行中にほとんど制御不能に陥り、アメリカ合衆国のスー・ゲートウェイ空港に緊急着陸を試みて大破炎上した航空事故である。

## 概要
事故機はマクドネル・ダグラス製DC-10型機であった。アメリカ合衆国デンバーのステープルトン国際空港からシカゴ・オヘア国際空港へ向けて飛行中に、第2エンジンのファン・ディスクが破砕した。飛散した破片によってすべての油圧操縦系統が機能しなくなり、操縦翼面を操作できなくなった。
偶然にも事故機には、DC-10型機の機長資格を持つ訓練審査官が非番で搭乗しており、正規の乗務員と協力して操縦にあたった。パイロット達は左右2基のエンジン推力の調整により操縦を試み、機体はスーシティのスー・ゲートウェイ空港までたどり着いた。しかし、着陸寸前に機体は姿勢を崩し、横転しながら着地、大破・炎上した。乗客乗員296人のうち半数以上が救助されたが、最終的に112人が死亡した。
事故調査の結果、ファン・ディスクの材料に使われたチタン合金には製造時に欠陥が混入していたと判明した。この欠陥から疲労亀裂が成長し、ディスクの破砕に至った。ディスクの定期検査では亀裂は見逃されていた。人的要因の考慮が不十分であったため検査で見逃されたと結論づけられた。
事故機の状況は、さらに多くの犠牲者が出る可能性があったため、184人が生還できたことは航空界を驚かせた。事故後にフライトシミュレーターで追試験を行ったところ、油圧系統が完全に機能喪失した場合には、安全に着陸させることは困難という結論に至った。事故調査報告書は「あのような状況下でUALの乗員が示した能力は、高く称賛に値し、合理的に期待できる範囲をはるかに超える」と記し、本事故はクルー・リソース・マネジメントの成功例として知られることとなった。

## 事故当日のユナイテッド航空232便
ユナイテッド航空232便（以下、UAL232便と表記）は、アメリカ合衆国の国内定期旅客便であった。出発地はコロラド州デンバーのステープルトン国際空港、イリノイ州シカゴのシカゴ・オヘア国際空港を経由し、ペンシルベニア州フィラデルフィアのフィラデルフィア国際空港へ向かう路線だった。1989年7月19日の便には、乗客285人、乗員11人が搭乗していた。

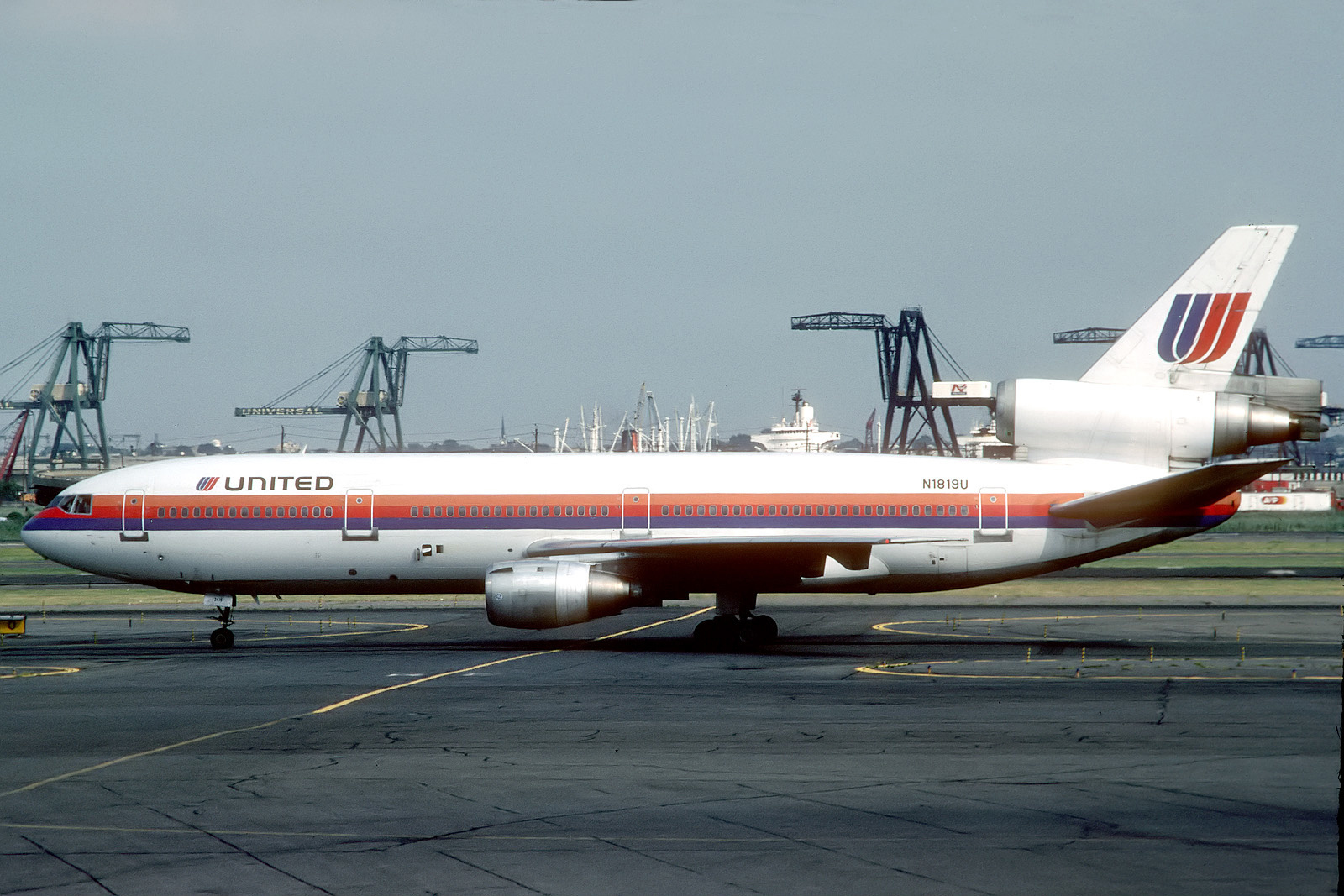
1980年に撮影された事故機

使用機材は、マクドネル・ダグラス社のDC-10-10型機だった。DC-10型機は左右の主翼下に1基ずつと、垂直尾翼の付け根に1基の計3基のターボファンエンジンを備えた旅客機である。機体記号は「N1819U」で1971年にユナイテッド航空へ納入された。当該便直前までの総飛行時間は4万3,401時間、飛行回数は1万6,997回だった。装備エンジンはゼネラル・エレクトリック（GE）社のCF6-6Dだった。同エンジンは、高バイパス比のターボファンエンジンで、円盤の周囲に多数の羽根を取りつけた「ファン」と呼ばれる部品を前方に備えている。
機長のアルフレッド・C・ヘインズ（Alfred C. Haynes）は57歳で、1956年2月にユナイテッド航空に入社した。同航空での飛行時間は2万9,967時間で、そのうち7,190時間がDC-10型機での飛行である。DC-10とボーイング727の運航資格を保有し、1987年4月にDC-10の機長の資格を取得していた。
副操縦士のウィリアム・R・レコーズ（William R. Records）は48歳で、1969年8月にナショナル航空に入社、その後、パンアメリカン航空を経て1985年12月にユナイテッド航空への転職教育を完了した。レコーズの総飛行時間は約2万時間で、DC-10とロッキードL-1011の運航資格を取得していた。ユナイテッド航空でDC-10の副操縦士として665時間飛行していた。
航空機関士のダドリー・J・ドヴォラーク（Dudley J. Dvorak）は51歳で、1986年5月にユナイテッド航空に入社した。総飛行時間は1万5,000時間で、ユナイテッド航空入社後は航空機関士としてボーイング727で1,903時間、DC-10で33時間飛行していた。
当該機には、DC-10の機長の資格を持つデニス・E・フィッチ（Dennis E. Fitch）も非番でファーストクラスに搭乗していた。フィッチは46歳で1968年1月にユナイテッド航空に入社した。同航空への入社前に、空軍州兵として1,400 - 1,500時間の飛行経験があった。DC-10の飛行時間は2,987時間であり、そのうちで1,943時間を航空機関士、965時間を副操縦士、79時間を機長として飛行していた。DC-10の訓練審査官（Training Check Airman、TCA）の資格も保有しており、ユナイテッド航空のフライト・トレーニング・センターに勤務していた。以降、フィッチのことをTCA機長と呼ぶ。

## 事故の経過

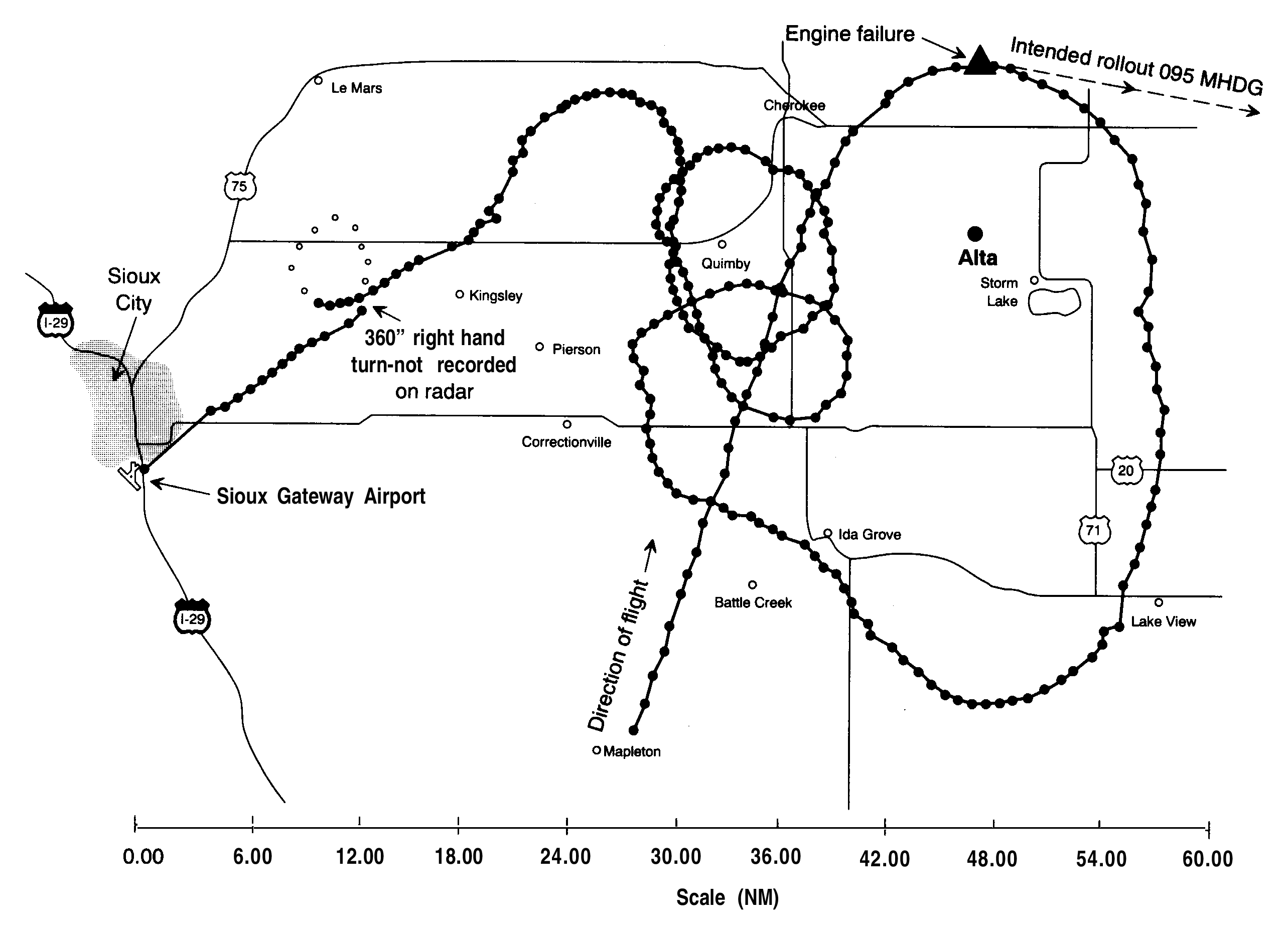
事故機の飛行経路。図の中央下から右上に飛行し、▲印の辺りで機体が破損、右旋回を繰り返しながらスー・ゲートウェイ空港（図の左中央）に向かった。

### 離陸からエンジン異常発生まで
中部夏時間14時9分、当該機はステープルトン国際空港を離陸した。副操縦士の操縦により、予定の巡航高度3万7,000フィート（約1万1,300メートル）まで平常通り上昇した。オートパイロットが作動され、指示対気速度270ノット（約時速500キロ）に飛行速度を維持するモードが使用された。飛行計画ではマッハ数0.83で巡航することになっていた。

DC-10型機のエンジン配置

離陸から約1時間7分後の15時16分10秒、大きな爆発音が発生し続いて機体が激しく振動し始めた。乗員はエンジン計器を点検し、尾部にある第2エンジンに異常が発生したと特定した。ただちにオートパイロットが解除され、機長の指示でエンジン停止時のチェックリストが開始された。リストの最初の項目はエンジン停止であったが、第2エンジンのスロットルが動かなくなっていた。次の項目は燃料の供給停止だったが、燃料レバーも動かなくなっていた。ここで航空機関士が防火バルブを閉じるよう提案し、ようやく第2エンジンを停止できた。異常発生からここまで約14秒だった。
さらにチェックリストを続ける中で、航空機関士は機体の3系統あるすべての油圧系統の圧力計と油量計がいずれもゼロを指していることに気づいた。副操縦士は、機体が右旋回で降下しており制御不能であると報告した。機長が操縦を交代して機体が操縦操作に反応しないことを確認した。機長は左翼にある第1エンジンの推力を減らし、機体は左右の水平を取り戻し始めた。機長は風力駆動の発電機（ラムエア・タービン）を展開した。この発電機から予備の油圧ポンプに給電される仕組みだったが、ポンプのスイッチを入れても油圧は回復しなかった。この時点で3系統ある油圧系統がすべて機能しなくなっていた。事故後の調査で明らかになることだが、第2エンジンの破損により3系統あるすべての油圧配管が切断されたためであった。

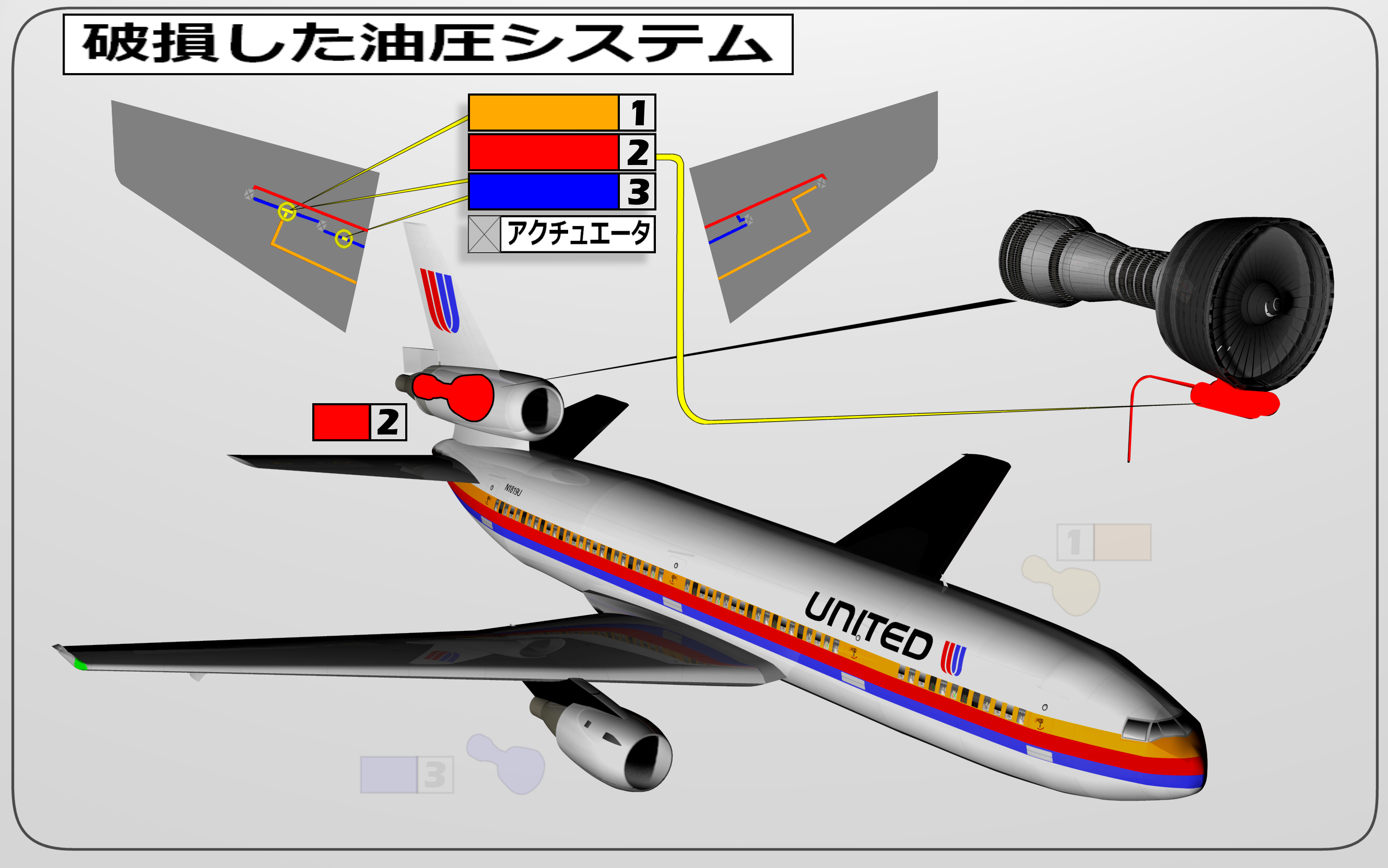
UAL232便の油圧系統の破損状況を示した模式図

15時20分、乗員はミネアポリスの航空路交通管制センター（Air Route Traffic Control Center）に無線連絡し、緊急援助と、最も近い飛行場への進路誘導を要請した。このとき管制センターはデモイン国際空港へ向かうことを提案した。デモインはアイオワ州の州都で、デンバーとシカゴを結ぶ線上にあたる。15時22分、管制官は乗員にUAL232便がスーシティの方角へ飛行していると知らせた。そして、管制官はスーシティに向かうか尋ね、乗員はそうすると回答した。UAL232便がスーシティのスー・ゲートウェイ空港に針路をとるよう、航空交通管制のレーダー誘導が始まった。
この間の15時21分、乗員は、ユナイテッド航空の運航管理部門にACARS（航空機と地上を結ぶ文字データを中心とした無線データ通信システム）でメッセージを送信した。そして無線交信を要請し、2分後に交信に成功した。15時25分、乗員は運航管理部門との交信において同航空の整備施設にただちにつないでほしいと要請し、同時に救難信号の「メーデー」を発信した。

### TCA機長の登場
第2エンジンの異常発生時、客室では食事用トレイの片付け中だった。エンジンの爆発音があり、やがて機長による機内アナウンスが流れて、第2エンジンの停止が乗客に知らされた。先任客室乗務員がコックピットに呼ばれ、状況説明を受けて緊急着陸に備えるよう指示された。その際の緊迫した様子を彼女は「焼却炉のドアを開けて熱風が吹いてくるような感じ」だったと証言している。客室に戻った彼女は、乗客を刺激するのを避けるべく、客室乗務員を一か所に集めることはせず、一人ずつ状況説明をして緊急着陸に備えるよう伝えた。客室乗務員たちは動揺を隠し、平静さを保つよう努め、乗客に緊急時の準備をさせた。
問題発生から約10分後の15時26分42秒より、コックピットボイスレコーダー（CVR）の録音が残っている。そのとき、スー・ゲートウェイ空港の管制官（以下、進入管制官）と交信中で、状況説明を行っていた。15時27分、サンフランシスコの整備施設と最初の交信が行われた。パイロットは整備施設に全油圧システムが停止して油量も失われた旨を伝え、支援を要請した。しかしこの後、事故機と整備施設の間で断続的に交信があったが、整備施設から乗員へ何か指示できることはなかった。
非番で搭乗していたTCA機長は、ユナイテッド航空の乗員訓練を信頼しており、当初は協力を申し出るのを遠慮していた。しかし、エンジン1基停止時の飛行手順と異なる飛行状況だったことや、先任客室乗務員から深刻な状況であることを聞き、手助けを申し出た。15時29分、先任客室乗務員がコックピットに入り、DC-10型機のTCA機長が搭乗していること、そして彼に協力の意思があることを伝えた。機長はただちにTCA機長をコックピットに招くよう指示をした。それから30秒も経たないうちに、TCA機長はコックピットに入った。TCA機長が到着したとき、機長と副操縦士は精一杯の力で操縦桿を左に切っていたが、機体は右旋回をしていた。コックピット内は緊迫しており、機長が挨拶して乗員を紹介したが、その間、誰もTCA機長の方を向く余裕もなかった。
機長はTCA機長に状況を説明し、機体の制御手段がまったくないと伝えた。機長は、客室の窓から外部の損傷がないか、そして操縦翼面が操作に反応しているか確認して欲しいとTCA機長に依頼した。外観確認を終えたTCA機長はコックピットに戻り、内側エルロンは無傷だがわずかに上向きで固定されていたことと、スポイラーが下げ位置でロックされていることを報告した。主操縦翼面は動作していなかった。

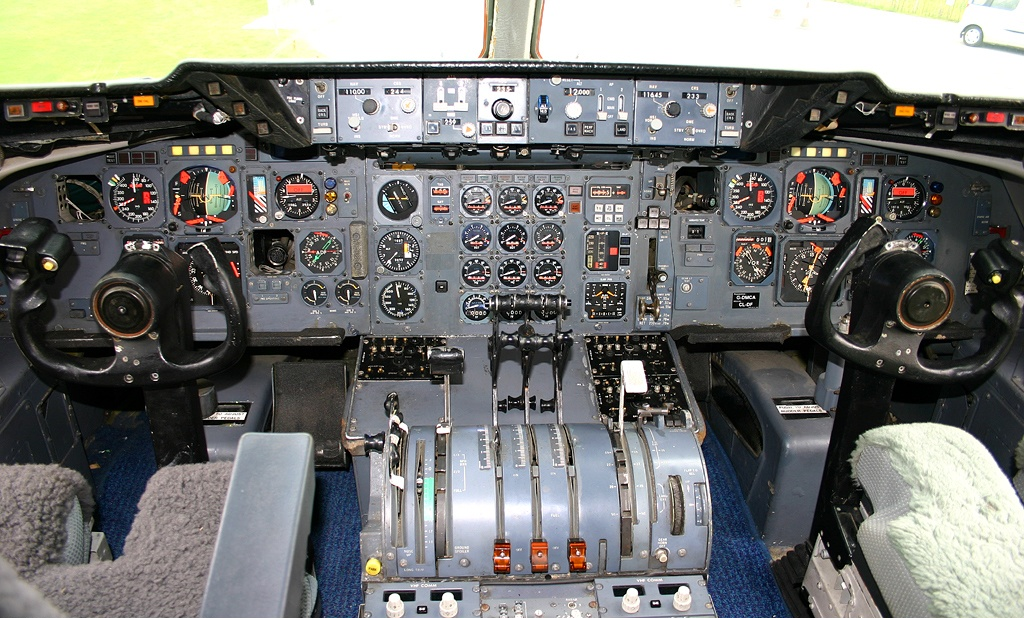
DC-10型機のコックピット。写真中央の3本のレバーがスロットル。

機長は、TCA機長にエンジンのスロットルの制御を指示した。これにより、機長と副操縦士が他の操作や管制塔との通信などに専念できるようになった。スロットルは機長席と副操縦士席の間のペデスタル（中央制御卓）にある。TCA機長はペデスタルの後ろにひざまずいてスロットル・レバーの調整を担った。TCA機長はエンジン出力でピッチとロールを制御しようと試みた。機体は常に右旋回する傾向があったほか、安定したピッチ姿勢を維持するのが難しくなっていた。TCA機長は第1エンジン（左翼側）と第3エンジン（右翼側）の推力を対称にできないと考え、両手でそれぞれのレバーを操作した。

### 緊急着陸の決断と準備
15時32分、TCA機長が客室乗務員達はゆっくり準備をしていたと伝えた。これを受けて機長は不時着の可能性を示唆し、備えを急いだ方がいいと答えた。まもなく、機長はスー・ゲートウェイ空港の進入管制官に、油圧の作動液を失い昇降舵を制御できないこと、そして滑走路にたどり着けず不時着する可能性があることを伝えた。ユナイテッド航空の運航管理部門も直接スー・ゲートウェイ空港の管制塔に連絡し、緊急着陸、消火、救命の準備を要請していた。
15時34分、機長はスー・ゲートウェイ空港に着陸を試みる決断をした。機長は、航空機関士に高揚力装置を使用せず着陸する場合の情報を求め、進入管制官に計器着陸装置の周波数および滑走路の方向と長さを問い合わせた。管制官は周波数を回答し、UAL232便の現在地と進路、そして滑走路31の長さを伝えた。このとき、UAL232便はスー・ゲートウェイ空港から北東約35マイル（約65キロ）の地点にいた。
15時35分、機長は急速投棄で燃料を放出するよう航空機関士に指示した。燃料は自動投棄の下限である3万3,500ポンド（約1.5トン）まで放出された。15時38分、乗員の一人が「クリーン形態（高揚力装置と降着装置を格納した状態）の進入操作速度は200ノット（時速約370キロ）だろう」と発言した。副操縦士が、機長に200と185にバグ（速度計の縁にある可動式の目盛り）をセットするよう求めた。
15時40分、機長は先任客室乗務員に、客室は全員準備できているか尋ねた。機長は、この乗務員に油圧系統の喪失により機体をほとんど操縦できないことと、スーシティに向かっていることを伝えた。続けて、難しい着陸で結果がどうなるかわからない、そして脱出を成功させられるかもわからないとも述べた。機長は、着陸へ備える時になったら客室へ警報放送「ブレース、ブレース、ブレース」を流すと伝えた。「ブレース（Brace）」とは、衝撃を低減するために体を前に折り曲げる不時着時の姿勢のことである。
15時41分、空港の進入管制官からUAL232便に、非常用設備は待機中だと連絡が入る。続いて、翼の損傷を目撃した客室乗務員がいると航空機関士が報告した。航空機関士は後部に確認に行くか尋ね、これを機長が許可した。航空機関士はコックピットを離れ約2分半後に戻った。彼は機体の尾部に損傷があると報告し、機長は「それこそ私が考えていたことだ」と言った。
15時48分、降着装置（ギア）が降ろされた。油圧が使えないため、重力を利用する予備（alternate）の方法でギアが降ろされたとパイロット同士が会話している。15時49分、機長はパイロットたちに座席のベルトをしっかり締め、周囲を片付けるよう指示した。TCA機長は航空機関士席でベルトを締め、スロットルの操作を続けた。

### 最終進入まで
15時51分、管制官は、UAL232便が空港の北21マイル（約39キロ）の地点にいると知らせた。続けて、旋回を少し広げて経路を左へ向けることを求めた。これは、UAL232便が最終進入経路に入るためであり、当該機を市街地から遠ざける狙いもあった。これに対し機長は、何であれ当該機を市街地から離してほしいと応答した。数秒後、管制官はUAL232便に方位180度へ旋回するよう求めた。15時52分には進行方向右側に高さ約100メートル前後の障害物があると注意喚起した。続けて管制官は、どの程度急な右旋回が可能か質問した。機長は、バンク角30度を試みていると答えたが、乗員の1人はそんな急バンクはできないと発言している。
15時55分ごろ、機長は「放送して彼らにあと4分と伝えよ」と指示。副操縦士が管制官に「あと3、4分で到着」と通信したが、機長はすぐに「放送、放送。乗客に伝えよ」と正した。これを受けて航空機関士が「あと4分で着陸」と機内放送した。
当初、進入管制官は滑走路31に着陸させようとしていた。「あと4分」と機内放送されたころ、UAL232便は、空港の北西約18マイル（約33キロ）の地点を飛行していた。機長は、ここから滑走路31に回り込むことは困難と判断し、ほぼ直線上に位置していた滑走路22への着陸を決めた。
15時57分から59分にかけて、UAL232便と管制塔との間では、おおむね以下のような交信が行われた。
- 管制官「ユナイテッド232、空港は12時の方向、13海里（約24キロ）」
- 機長「OK、探している」
- 機長「空港の標高は？」
- 管制官「1,100フィート（約335メートル）」
- 機長「ありがとう…当機は降下を開始している」
- 管制官「ユナイテッド232、了解。空港は12時の方向、10海里（約19キロ）」
- 管制官「ユナイテッド232、もし空港までたどり着けなければ州間高速道路がある。空港の東端、南北に通っている、4車線だ」
- 機長「たった今われわれは道路を通過した。空港への着陸を試みる」
- 機長「滑走路が見えた、滑走路が見えた、滑走路が見えた。まもなくだ。支援を感謝する」
- 管制官「ユナイテッド232、風は360度（の方向）から11ノット、どの滑走路でも着陸を許可する」
- 機長「（笑い声）了解（笑い声）。でも君は滑走路を指定して着陸させたいんだろう？」
- 機長「OK、3本の滑走路を把握している。風の状況をもう一度」
- 管制官「風は010度から11ノット。滑走路のうちの1本は閉鎖されているが、おそらく使えるだろう。北東から南西へ走っている」
- 機長「我々は非常にうまく、この滑走路と一直線になっている…」
- 管制官「ユナイテッド232、一直線になっている滑走路は、滑走路22で閉鎖されている。使用可能にする。今、滑走路から機材を取り除いている。この滑走路と一列になっている」
- 機長「滑走路の長さは？」
- 管制官「6,600フィート（約2,012メートル）、機材を撤去中」
- 管制官「滑走路の終端はオープンフィールド（開けた場所）だ」

滑走路が目視できた直後、機長の指示で、コックピットから「あと2分」と機内放送がされた。そして、乗客に衝撃防止姿勢をとるよう客室乗務員が大声で呼びかけた。

### 着陸そして大破
15時59分時点におけるスー・ゲートウェイ空港の天候は、一部曇りで周囲には積雲があった。視程は15マイル（24キロ）、風は360度の方角から風速14ノット（約26キロ毎時）だった。
進入中、高揚力装置は格納されたままだった。TCA機長は、副操縦士の速度計と機外を見ながら、第1、第3エンジンのスロットルレバーを操作していた。TCA機長は、高揚力装置を使用しない進入の経験から、降下を制御するためには推力を用いる必要があることを知っていた。TCA機長の証言によると、彼は進入中にスロットルを一定にすることはなく、常に調整し続けた。15時59分44秒から8秒間、対地接近警報装置が、降下率が大きいことを警告した。
ここから着地までのコックピットボイスレコーダーの記録はおおむね以下のとおりである。
- 15時59分58秒：機長「スロットルを閉じよ」
- 16時00分01秒：TCA機長「いや、スロットルは引けない。そうしたら失敗する」
- 4秒後：副操縦士「左、アル」「左スロットル」「左、左、左、左…」
- 16時00分09秒：別の対地接近警報が鳴り始める
- 続けて、副操縦士「曲がってる、曲がってる、曲がってる」
- 最後にTCA機長が「神様！」と発言
- 16時00分16秒：衝撃音、そして記録終了

スー・ゲートウェイ空港に不時着したユナイテッド航空232便の経路概略。航空写真は2006年撮影のものであり、事故当時とは異なる。

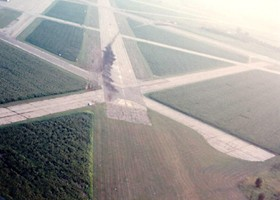
上空から見た不時着地点

着地までの20秒間、事故機は対気速度が215ノット（時速約398キロメートル）、降下率が毎分1,620フィート（約494メートル）で飛行した。ピッチとロールの緩やかな振動が続いていたが、着地寸前に右主翼が急激に下がった。このとき、地上100フィート（約30メートル）で、ほぼ同時に機首が下がり始めたと機長は証言している。機体は滑走路22の終端、センターラインのやや左側に着地した。右主翼の翼端が地面に接触し、続いて右エンジンと右主脚が接地した。右エンジンは接地してすぐ爆発炎上した。機体は滑走路右側に横滑りし、右主翼と機体尾部が分離した。残りの機体も火の車のように横転しながら分解、炎上しつつ滑走路17を横切って停止した。裏返しになった胴体中央部は、最初の着地点から3,700フィート（約1キロ）離れたトウモロコシ畑で停止した。機体は衝撃と火災で破壊された。

### その時の様子
着陸時の様子について、TCA機長はのちに次のように述べている：
客室乗務員によると、不時着時の客室内は金属のきしむ音など激しい騒音が鳴り響き、照明が点滅しながら横滑りし、上下がひっくり返って止まったという。先任客室乗務員は「突風で畑の草がすべてなぎ倒されたみたいだった」と表現している。
男性乗客の1人は、そのときの様子を次のように証言している：
また、1歳11か月の子供と搭乗していた母親は次のように語った：
機内には黒い煙が立ち込め、歩ける乗客乗員は上下逆さまになった天井を歩き、機体に空いた穴から脱出した。

### 救助活動
スー・ゲートウェイ空港は軍民共用空港であり、消防救助隊（Aircraft rescue and firefighting、ARFF）を担当していたのは州兵だった。15時25分ごろ、消防救助隊に緊急事態の通報が入り、部隊の全車両5台が出動した。同空港は普段DC-10型機が就航しておらず、同型機の緊急事態に必要な装備を有していなかった。15時34分に、同空港は最高レベルの緊急事態警報を発令し、ただちに地域緊急対応計画に従いスーシティ消防部の応援車両も加わったほか、スーシティと相互援助協定を結んでいた近隣自治体からの応援も集まった。この間、当該機は空港まで到達できず空港およそ5マイル（約9キロ）南に墜落する可能性があることが、管制塔から救助隊に対して伝えられていた。
15時47分、UAL232便は空港に向かっており滑走路31に着陸する見込みとの連絡が消防救助隊長に入った。消防救助隊はただちに滑走路31に沿って配置についた。しかし15時59分になって、DC-10型機は滑走路31ではなく滑走路22に着陸するだろうと管制塔から消防救助隊に連絡が入った。管制塔は消防救助隊に対し、数台の車両が進入経路沿いにいるため、ただちに移動するよう指示をした。
車両の再配置が完了するより早くUAL232便は空港に到達し、前述の通り着陸を試みたが接地後に横転して分解・炎上した。搭乗者の一部は、衝撃で機外へ放り出された。機体の停止後は、自力で脱出できた人も多かったが、機内に閉じ込められた人も少なくなかった。

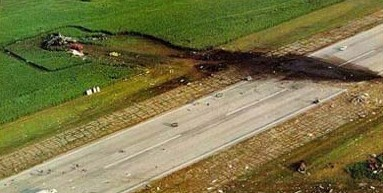
不時着した地点

当該機の墜落後、消防救助隊の全車両は滑走路22と滑走路17の交点に急行した。隊長は素早く機体尾部を調査し、16時1分ごろ、全隊にトウモロコシ畑の機体中央部へ進むよう指示した。最初に現場に到着した車両は、胴体中央部分に向けて消火剤を散布した。16時4分ごろ、この車両は搭載していた水を使い果たしたが、後続の車両が到着して消火活動が続けられた。火は右主翼部で激しく機体内部に広がり、17時ごろまで火勢が強くなり続けた。墜落から2時間ほど火災を制圧できず、小さい火は夜まで続いた。
脱出した乗客は「ほかの乗客がトウモロコシの茎の間にいそうだ」と消防救助隊に伝えた。トウモロコシは約7フィート（約2メートル）の高さがあり、生存者はのちに「高いトウモロコシの茎のため方向がわからなかった」と証言した。空港側は地代収入を見込んで土地をトウモロコシ畑としてリースしていたのだが、このトウモロコシは、被害者の捜索・救助活動を困難にした。
救助活動に際しトリアージが実施され、救助された人たちは重傷度に応じて搬送された。34台の救急車と9機のヘリコプターが動員され、救助された人々が地元の病院へ搬送された。警察は空港と病院の間の主要高速道路を封鎖し、緊急車両の通行を優先させた。最初の搬送者は事故後16分で病院へ到着した。
現場の空港では、1987年10月に、被害者90人を想定した大規模な災害訓練が実施されており、本事故前月の1989年6月にも小規模な訓練が実施されていた。これらの経験は、現場や負傷者を受け入れた病院での救助活動に生かされた。救助活動は、のちにアメリカ連邦航空局（Federal Aviation Administration、FAA）により賞賛されたほどの水準だったが、機内に取り残され呼吸困難で亡くなった人も多かった。

### 被害状況

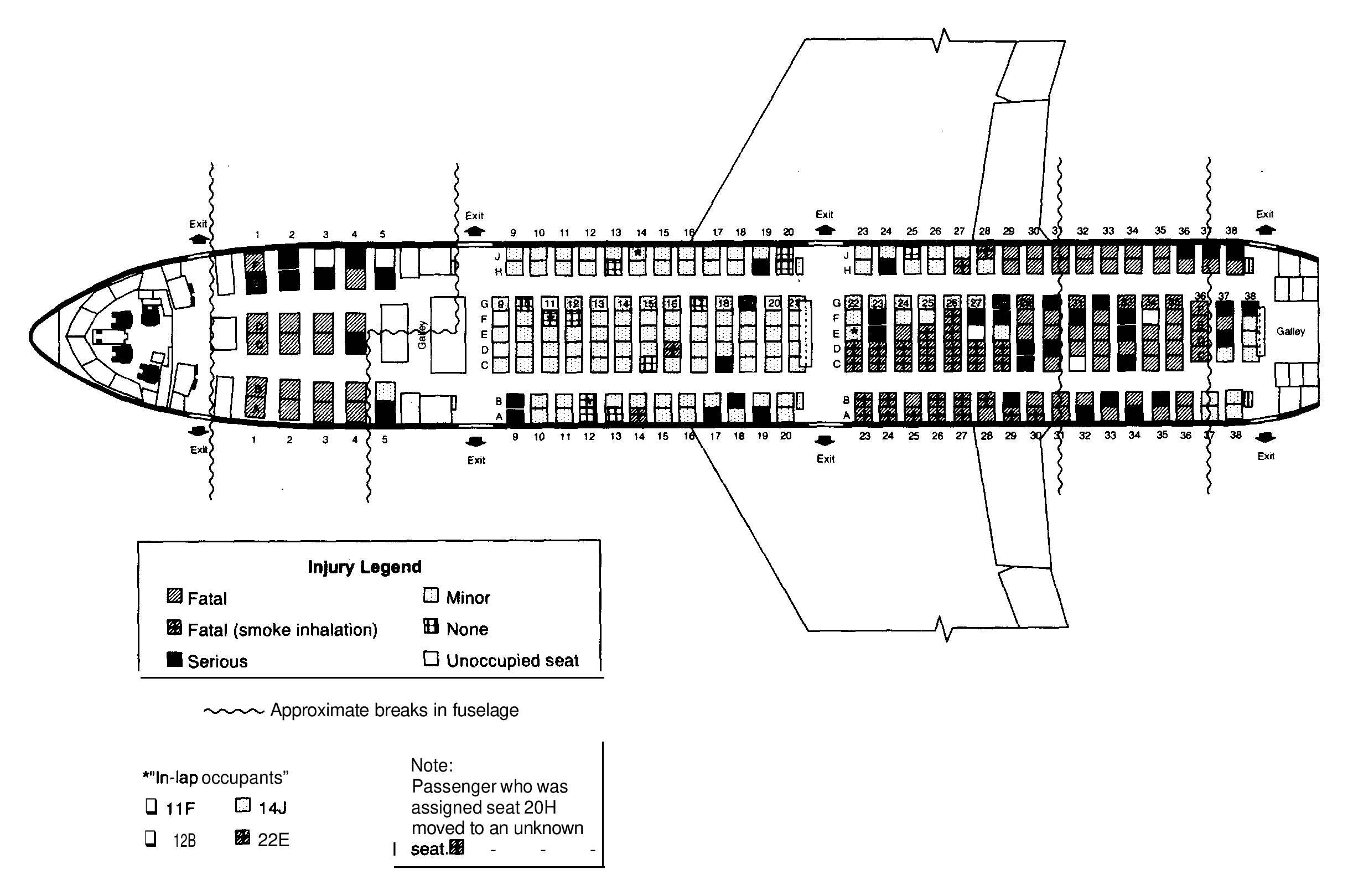
各座席における負傷・死亡状況。凡例の日本語の意味は次の通り：Fatal 死亡、Fatal (smoke inhalation): 煙による死亡、Serious: 重傷、Minor: 軽傷、None: 無傷、Unoccupied Seat: 空席。

搭乗者296人のうち乗員1人と乗客110人が死亡した。死因は35パーセントが煙による窒息で、残りは衝撃による外傷だった。犠牲者の中には、右田・小杉・スティルカップリングの発見者である化学者・ジョン・ケネス・スティルがいた。生存者のうち、乗員6人と乗客41人が重傷を負った。重傷の乗客のうち1人は事故の怪我により31日後に亡くなった。残る乗員4人と乗客121人は軽傷で、無傷の乗客も12人いた。
コックピット部分は機体から分離して腰高ほどに潰れていたことから、生存者がいるとは思われず、救助隊も後回しにした。しかし、コックピット内の4人は全員生存していた。残骸の窓から航空機関士の手が出ているのが発見され、全員救助された。コックピットの救助活動にはフォークリフトも投入された。4人のパイロット達はそれぞれ、多数の骨折や打撲を伴う重傷だったが、幸いにも回復し全員乗務に復帰した。客室乗務員も1名が亡くなったが、助かった者はのちに全員復職した。

## 事故調査
アメリカの国家運輸安全委員会（National Transportation Safety Board、NTSB）を中心に事故調査が行われた。本事故の情報は、まだUAL232便が飛行しているうちにFAAとNTSBに伝わり、ただちに調査チームが編成された。調査官らが現場へ向かう飛行機を待っていたところ、テレビで事故機が横転炎上する様子が放映された。現場への移動中に生存者がいるという情報が入り、調査官は驚いたという。
事故機の右主翼は接地後すぐに分離したが、胴体中央部と左主翼はほぼ一体のまま滑走路17を横断した先にあった。機首部は接地後早い段階で分離し、滑走路17を横切る直前の場所に転がった。尾部の大部分は滑走路22、滑走路17そして付近の誘導路上にあった。
フライトデータレコーダーは損傷もなく回収に成功した。フライトデータレコーダーは不時着時まで正常に稼働しており、事故時のフライトを含む25時間分のデータが、おおむね良好な状態で得られた。フライトデータレコーダーの記録から、第2エンジンが損傷したのは15時16分10秒だと分かった。
コックピットボイスレコーダーも、15時26分42秒から33分34秒間の音声を良好な状態で記録していた。
スー・ゲートウェイ空港への進入中に事故機の写真が撮影されており、事故調査のため分析された。

### なぜ油圧系統が喪失したか
写真解析の結果、機体第2エンジンや機体尾部に損傷があったことが分かった。第2エンジン右側のファン・カウリング（ファンの覆い）とテイル・コーン（胴体の最後尾部分）が失われ、水平尾翼にも3か所の穴が開いていた。残りの機体尾部そして第2エンジンは、おおむね損なわれずにスー・ゲートウェイ空港の事故現場で発見された。尾部を復元、調査したところ、第2エンジンの第1段ファンとその付近の回転軸は、飛行中に分離したことが分かった。第2エンジンと尾部のうち飛行中に失われた部品は、後述のとおり、後日アイオワ州アルタ付近で発見された。NTSBは、油圧喪失は以下のように起きたと結論付けた。まず、第2エンジンの第1段ファン・ディスクが破砕して分離した。これにより、エンジン回転部分の部品が強いエネルギーで飛散し、機体構造部分を貫通した。
事故機のエンジンは、ゼネラル・エレクトリック（GE）社製のCF6-6エンジンだった。このエンジンは、ターボファンエンジンであり、コア・エンジンのジェットでタービンを回す。タービンが回転することで、シャフトで接続された前方のファンが回転する。ファンは、円盤（ファン・ディスク）の周辺に羽根（ファン・ブレード）を多数並べた構造をしている。第1段ファン・ディスクは鍛造チタン合金製で、重量は370ポンド（約168キロ）である。

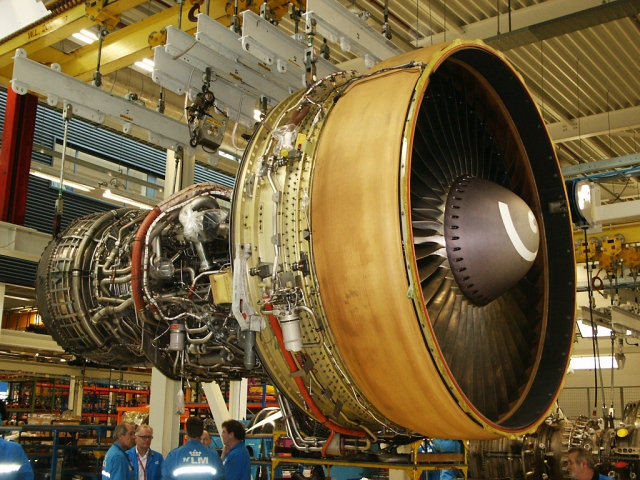
CF6エンジンの外観。写真右側が進行方向で、黄色の円筒部がコンテインメント・リングである。

ファンは直径も重量も大きいため、エンジンには、ファンが壊れた際に破片が飛び出すのを防ぐ「コンテインメント・リング」（封じ込めリング）が設けられている。前方のコンテインメント・リングは、ステンレス鋼製の円筒形で、直径が86インチ（約2.18メートル）、軸方向の長さが16インチ（約0.41メートル）である。このコンテインメント・リングは、ファン・ブレード1枚とその付随物の飛散に対処できるよう設計されていたが、本事故で飛散したのはブレード1枚ではなかった。

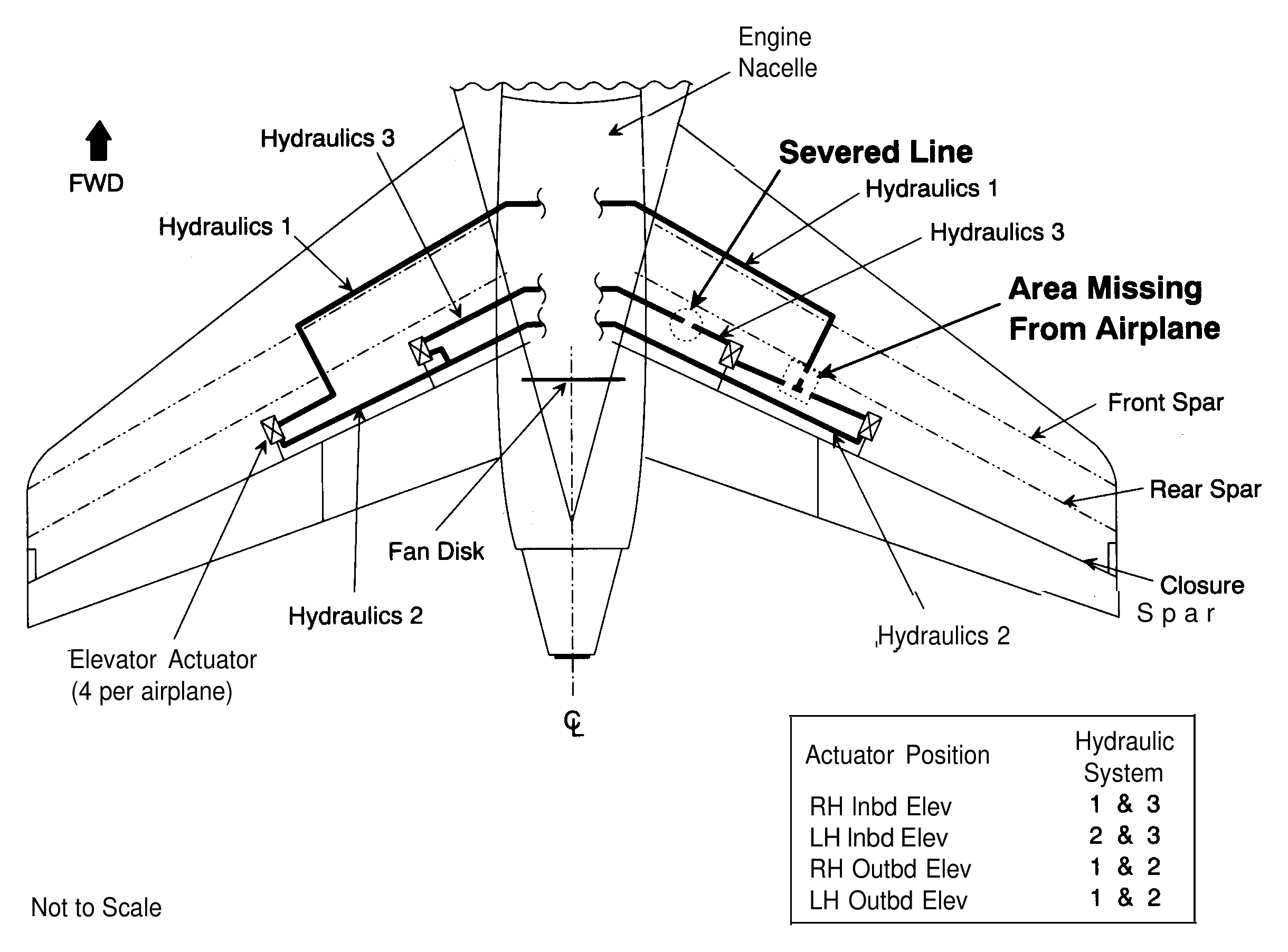
機体尾部と油圧系統を上面から見た図。上が進行方向。太線が3つの油圧系統 （Hydraulics1, 2, 3）を示し、Fan Disk の矢印がファン・ディスクの位置を指す。Severed Line が切断部位、Area Missing From Airplane は、機体から失われた部位である。

第1、第3油圧系統は、右の水平安定板内で油圧管が破断しており、破断面からはチタン合金が発見された。第1段ファン・ディスクやファン・ブレードを始め、一部のエンジン部品には、チタン合金が用いられていた。一方で、周辺の機体構造にはチタン合金は使用されていない。NTSBは、断面のチタン合金を分析し、第1、第3の油圧管は第2エンジンから飛散した破片で切断されたと特定した。
第2油圧系統の油圧ポンプは、第2エンジンのアクセサリー・セクション（補機部）にあった。そして、その位置はエンジンのファン・セクション直下だった。第2エンジンのアクセサリー・セクションおよび油圧配管を含む第2油圧系統の一部は、アイオワ州アルタ地区で発見された。したがって、第2エンジンのアクセサリー・セクション付近にあった第2油圧系統は、エンジン破損時に破壊されたと判断された。
エンジンが破損した直後、パイロット達は油圧3系統すべてで作動液と圧力がゼロになったのを確認している。フライトデータレコーダーの記録では、破損の1分後には操縦翼面は油圧による動きがなくなっていた。油圧系統の破壊は、猛烈かつ突然だった。

### ファン・ディスクの捜索
飛行中に落下した部品の捜索が行われた。アイオワ州アルタ周辺に事故機の部品が落下しており、胴体やテイル・コーン、エンジン部品などの発見情報が当地住民たちから集まった。しかし、ファン・ディスクそのものは、なかなか見つからなかった。現場周辺は一面のトウモロコシ畑で、事故発生時の7月には、トウモロコシは大人の背丈ほどまで成長していた。畑の中で周りを見通すことは困難だった。
50日ほどで刈り入れするので、いずれディスクも見つかるだろうと地元住民は予想したが、早急に回収したいNTSBは、さまざまな手段で捜索にあたった。落下予測範囲を計算で絞り込み、赤外線カメラを投入したり、ヘリコプターで上空から探索したりしたが、発見には至らなかった。エンジンを製造したGE社が賞金を出すと言いだすほどだった。結局、事故から3か月後に落下想定地域でトウモロコシを収穫していた農業従事者がディスクを発見した。この発見者は一躍有名人となり、マスコミに注目された。

### なぜファン・ディスクが破断したか
発見されたのは大きな破片が2つで、それで問題のファン・ディスクのほぼ全体を占めていた。それぞれにファン・ブレードもついていた。破断の原因調査のため、回収された破片は検査された。破片を組み合わせた結果、円周方向と半径方向に走る割れ目ができ、ディスクの外輪部の約3分の1が分離していた。

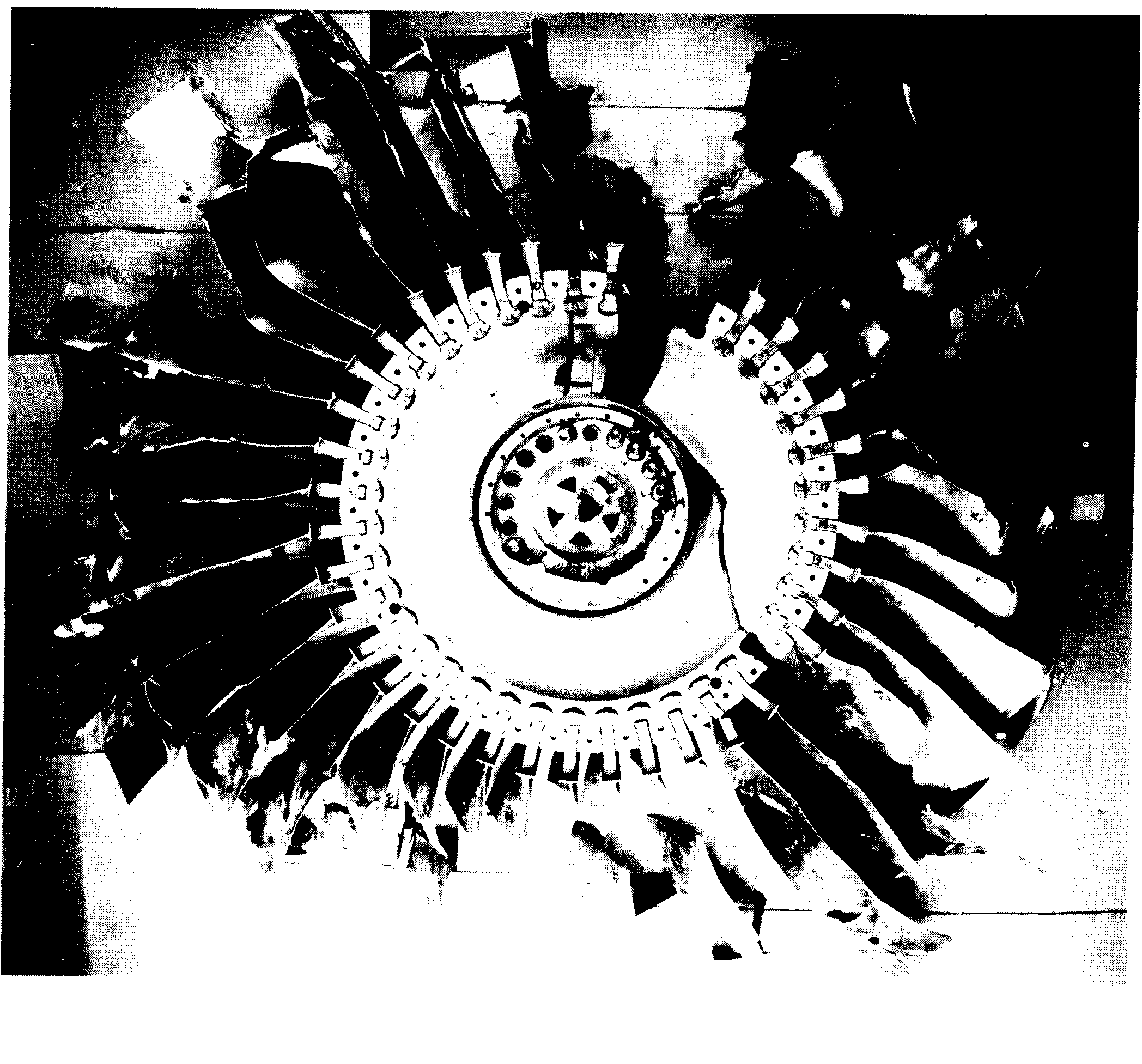
回収された第2エンジンの第1段ファン・ディスクとファン・ブレード。事故時の衝撃で2つに割れてしまっている。

どこから破断が始まったかを調べるため、破面解析が行われた。割れ目は円周方向、半径方向とも典型的な過大応力により生じたと分かった。そしてこれらの亀裂は、事故前からディスク内に存在していた疲労亀裂から進展したことが判明した。金属学的調査の結果、材料内部に小さい空洞（キャビティ）が存在し、そこから疲労亀裂が始まっていた。キャビティは、ディスク表面から約0.86インチ（約2.2センチ）入ったところで、大きさは軸方向に0.055インチ（約1.4ミリ）、半径方向に0.015インチ（約0.4ミリ）だった。
破面解析、金属組織解析、そして分析化学的解析の結果、キャビティの周辺に窒化物「ハードアルファ」の混入（介在物欠陥）があったことが明らかになった。ハードアルファは非常に硬く脆いのが特徴で、これがチタン合金鍛造材内部に存在すると、早期の疲労損傷を引き起こす。
ファン・ディスクの製造工程は、大きく3ステップに分けられる。まず、チタン合金の鋳塊製造、次に鍛造、そして最終機械加工である。ハードアルファは、チタン合金の鋳塊製造時に形成されたものだった。NTSBは、キャビティが存在した部分ももともとはハードアルファが占めていたと推定した。そして複数の可能性を調査検討したうえで、キャビティが発生したのは、最終機械加工から表面処理などのためのショットピーニング工程までの間のどこかだと判断した。
エンジンが最大推力を発生させたとき、キャビティを起点に亀裂が生じ、荷重がかかるたびに亀裂は成長した。疲労亀裂が進展した領域では、かかる荷重が変動するたびにビーチマークと呼ばれる縞模様が残ることがある。この事故では、その縞模様の数はファン・ディスクの離着陸回数とほぼ等しかった。このことは、ファン・ディスクの使用開始の早い段階から疲労亀裂が発生していたことを示している。

### 亀裂は見逃されていた
第2エンジンの第1段ファン・ディスクは、1971年9月にGE社の工場で製造され、翌年1月にマクドネル・ダグラス社に納品されて新造のDC10-10型機に取りつけられた。エンジンは定期的にオーバーホールされ、整備記録によるとユナイテッド航空やGE社のマニュアルに従って検査されていた。このファン・ディスクが組み込まれたエンジンにおいて、オーバースピードやバードストライクの記録はなかった。事故までの17年間、このファン・ディスクは計6回の精密部品検査を受けていた。調査されたすべての記録や使用履歴は、FAAが承認したユナイテッド航空の整備プログラムに従っていた。
6回の精密検査の際、ディスクは蛍光浸透探傷検査（Fluorescent penetrant inspections、FPI）を受け、都度合格していた。蛍光浸透探傷検査は亀裂検査法のひとつで、次のようにして亀裂などを検出する：
1. 蛍光染色塗料を含む浸透液（低粘性のオイル）を検査面に塗布する
2. 亀裂があれば、毛細管現象によりオイルが浸透する
3. 表面の浸透液を除去してから現像剤を塗る。現像剤が亀裂中の浸透液を吸い上げるため、亀裂のある箇所のみ浸透液が再び表面に現れる。
4. 紫外線を照射すると、亀裂が蛍光として浮かび上がる

最後の蛍光浸透探傷検査は1988年2月に実施されていた。GE社が行った破壊力学的解析では、最後の検査時点でディスク表面にほぼ0.5インチ（約13ミリ）の亀裂があったとされる。事故後の破断面の調査において、疲労亀裂部に変色が見つかっていた。その長さはディスク表面で0.5インチ弱だった。NTSBは、この変色は蛍光浸透探傷検査の過程で生じたものであり、最後の検査時の亀裂の大きさを示すものと判断した。そして、蛍光浸透探傷検査が適切に実施されていれば、高確率で発見できた亀裂だとしている。
ユナイテッド航空が検査で亀裂を見逃した原因として、NTSBは以下の点を指摘した：
1. 蛍光浸透探傷検査の前処理において、ディスクはケーブルで吊り下げられるが、ケーブルの陰に隠れる部分などが目視できるように回転されていなかった
2. ケーブルがかかっている部分への現像材の塗布が不適切で、亀裂の可視化が不明瞭だった
3. 当時の知見から本事故の亀裂発生部位は重要検査領域と考えられておらず、発見の機会を少なくした可能性があった

ユナイテッド航空は、ショットピーニング処理により、材料に亀裂を閉じる力が働き、浸透液が亀裂に浸透しなかったと主張した。しかし、破壊力学や金属学、非破壊検査の専門家らの検討により、12ミリ程度の亀裂であれば、ショットピーニング処理は発見確率にほとんど影響しないとの結論に至った。
ファン・ディスクは、GE社での製造時にも超音波探傷検査、マクロエッチ検査（腐食を用いた巨視的表面組織検査法）、そして蛍光浸透探傷検査を受けていた。しかし、これらの検査が実施されたのは、最終機械加工の前だった。事故調査報告書では、加工後にマクロエッチ検査を実施していれば、キャビティを発見できただろうと述べている。

### シミュレーター試験
NTSBは、本事故の過程を再現するシミュレーター試験を実施した。試験の目的は、油圧が働かない航空機を操縦して着陸させられるか、そしてそのような訓練がDC-10型機のパイロットに有用かを確認することだった。
DC-10型機のシミュレーターには、フライトデータレコーダーの記録をもとに事故機の空気力学的特性が設定された。そして、第2エンジンの破損と3系統すべての油圧喪失が再現された。試験には、DC-10型機の操縦資格を持つ路線機長、訓練審査官、そしてメーカーのテストパイロットが参加した。参加者は事故機と同じ飛行を行うよう指示された。操縦手段は、左右エンジンの操作のみだった。
推力を左右非対称にすると、ロール姿勢が変化して飛行方位が変わった。推力を増減させると、限定的にピッチ姿勢が変化した。しかし、機体は重心まわりにピッチ軸で振動する傾向があり、どのような精度でも制御困難だった。おもにピッチ姿勢によって飛行速度が決まってしまうため、速度も直接制御できなかった。したがって、指定された場所に特定の速度で着陸できるかどうかは、多分に運任せだった。シミュレーターを用いて本事故のような状況を訓練することは、事実上不可能だという結論に至った。ただし、シミュレーター試験で得られた知見はマクドネル・ダグラス社によってまとめられ、DC-10型機の運航者に提供された。

### 事故原因
NTSBは、1990年11月1日に事故調査報告書を発行した。報告書で結論づけられた事故原因の要約は以下のとおりである。

## 運航乗務員の対応

### 事故機の飛行特性と操縦
一定速度で水平飛行しているとき、飛行機に働く力はすべて釣り合っている。前後方向では推力と抗力が、上下方向では揚力と重力がそれぞれ釣り合う。直進していれば、左右には力がかからない。基本的に操縦とは、操縦翼面を動かして機体の姿勢を変え、釣り合いの状態を変えることで、意図した飛行経路を実現することである。この際には、姿勢に応じた推力操作も必要となる。また、飛行中の飛行機は、風などの擾乱を受ける。これに対して姿勢や速度を修正するためにも、操縦翼面は用いられる。
DC-10型機は、すべての操縦翼面を油圧で動かす設計であった。油圧を失った事故機は、あらゆる操縦翼面を操作できなくなったうえ、各舵面は必ずしも中立位置で固定されていなかった。異常発生後、事故機は右旋回で降下し始めた。パイロットは、左右エンジンの推力を非対称とすることで、機体の釣り合いをとった。
事故機は一応の釣り合いを保ったが、平衡状態の近傍で振動的な運動をしていた。上昇と下降は推力の増減により行われたが、変更できるのはあくまで平均的な経路であった。なぜなら事故機ではフゴイド運動と呼ばれる減衰しにくい振動が発生していたためである。フゴイド運動は、上昇と下降を繰り返す振動であり、1分程度の長い周期を持ち長周期モードとも呼ばれる。正常な飛行機であれば、操縦翼面により迎角（主翼と気流のなす角）を制御することで抑制できるが、油圧を失った事故機では、推力の微調整でフゴイド運動を抑える必要があった。
旋回の制御は、左右エンジン推力を非対称にすることで実現した。推力を非対称にすると、主翼の揚力が左右非対称になり、ロール運動を発生させられる。しかし、これも推力を変化させるため、その都度フゴイド運動が発生する。さらに、推力を左右非対称にするとダッチロールと呼ばれる振動も発生する。推力は操作しても実際に変化するまでに遅れがある。事故機は、推力操作から経路変化が現れるまでに20 - 40秒を要した。事故機を操縦するためには、さまざまな乱れの中で間隙を縫うように経路を定め、着地の20 - 40秒前に必要な推力変化を予想しなければならなかった。
正常な着陸時には、高揚力装置を展開し、昇降舵で迎角を増大させて飛行速度を落とす。DC-10型機の通常の着陸速度は、140 - 150ノット（時速約259 - 278キロ）であるが、迎角を変える手段を失った事故機は機首上げができず、平均215ノット（時速約398キロ）で着陸した。前述のように、機長は、早い段階でこのような着陸を想定し、高揚力装置を使用しない着陸データを航空機関士に求めていた。

### クルー・リソース・マネジメント
DC-10型機の油圧系統は、冗長化の考え方で設計されていた。マクドネル・ダグラス社、ユナイテッド航空、そしてFAAは、油圧操縦系統がすべて機能しなくなるような事態はまず起こらないと考えていた。したがって、そのような状況に備えた手順や訓練は用意されなかった。シミュレーター訓練が実施されていたのは、油圧3系統のうち2系統が喪失した状況までだった。本事故を経験したパイロットたちは、全油圧を失った場合の訓練を受けていなかったが、2基のエンジンの操作によりスー・ゲートウェイ空港までたどり着いた。
296人のうち184人が生存できたことは、航空界を驚かせた。事故調査報告書では「安全な着陸は事実上不可能」と述べており、もっと多くの犠牲者が出てもおかしくない事故だった。
乗務員達の行動はクルー・リソース・マネジメント（CRM）の成功例として知られることになった。かつて、機長は機内の権威であり、いわゆる「偉い人」であると捉えられてきた。しかし、航空事故の歴史から「利用可能なあらゆる情報やアイディアを有効活用し、チームとしての総合力を発揮しよう」という考え方が生まれた。これがクルー・リソース・マネジメントの考え方であり、コックピット内の上下関係によらず、機長に対して自由に意見できる文化が育まれるようになった。ユナイテッド航空では、1980年からクルー・リソース・マネジメントが訓練に取り入れられていた。
事故機のパイロットたちは、油圧操縦系統の異常に対処するため、適切なコミュニケーションを取っていた。パイロットたちは、問題への対処手順、考えられる解決法、取るべき方策を話し合っていた。機長は、危機的状況の中でも時にジョークを交えコックピット内の良好な雰囲気作りに努めた。TCA機長が協力を申し出たことに対し、機長は速やかに、積極的に、そして適切に受け入れた。TCA機長は、約20分のスロットル操作を経て、乗務員達と適切なコミュニケーションをとり、推力で事故機を操縦するスキルを身につけていた。しばらくの間、TCA機長は床にひざまずいてスロットルを操作していたが、着陸に備えシートベルトを着ける必要があった。そこで機長はTCA機長に航空機関士席に座るよう指示を出した。航空機関士は座席を譲り、自分は補助席に移って業務を続けた。TCA機長は本来の乗務員ではなかったが、このままスロットル操作を任せた方が適切だと乗員たちは判断し、速やかに行動を取ったのだった。
事故調査報告書では、ユナイテッド航空で10年間実施されてきたクルー・リソース・マネジメント訓練の成果がこれら乗務員達の行動に反映されたとしている。シミュレーター試験の結果から、UAL232便のような状況を模した訓練は有効性がないという結論に至った。事故調査報告書は「あのような状況下でUALの乗員が示した能力は、高く称賛に値し、合理的に期待できる範囲をはるかに超える」と記している。

## 事故の教訓と対策

### 製造工程の改善
ファン・ディスクの材料となったチタン合金の鋳塊は、消耗電極式真空アーク再溶解（Vacuum Arc Remelting）という方法で製造された。この製造方法を用いる場合、鋳塊中のハードアルファを少なくするために、溶解を繰り返す二重溶解や三重溶解が取られる。事故原因となったファン・ディスクは、その当時主流だった二重溶解で製造されたものだった。そして、皮肉にもこのファン・ディスクが製造された1年後（事故の約18年前）には、GE社は製造工程を改善し、より高品質となる三重溶解に切り替わっていた。
FAAは、旧工程で製造されたファン・ディスクに対し、超音波探傷検査の実施を指示した。この検査により、新たに2基のファン・ディスクに亀裂が発見され、新しいディスクに交換された。そして、GE社は検査マニュアルに超音波探傷検査を追加した。

### 油圧系統の設計変更
1989年9月15日、事故を受けてマクドネル・ダグラス社は、すべてのDC-10型機に対する設計変更を発表した。すべての油圧系統に遮断バルブを追加し、油圧低下を検出した際にバルブを閉じるようにした。これにより、本事故と同様の事象が発生した場合に、最小限の油圧と飛行制御を確保できるようにした。

### エンジン制御による操縦の研究
前述のとおり、NTSBのシミュレーター試験により、全油圧を失った場合の操縦法を訓練するのは非現実的という結論に至った。アメリカ航空宇宙局（NASA）は本事故をひとつのきっかけとして、舵面を使用できない場合にコンピュータによるエンジンコントロールで航空機を操縦し、着陸させる方法を開発している。また、日本の三菱重工でも同様の研究が行われている。

### 乳幼児の安全性向上
事故機には、座席を使用しない（保護者の膝上に座っていた）乳幼児が4人いた。緊急着陸に備えて子供たちは床に寝かせられ、客室乗務員が用意した枕や毛布でできるだけ衝撃を抑えるよう固定されたが、不時着時の衝撃で宙に投げ出された子供もいた。4人の子供のうち3人は助かったが、1名は火災の煙に巻かれ亡くなった。事故後の1990年5月、NTSBは、FAAに対して乳幼児の安全に関する勧告を発行した。本事故は、機内の乳幼児の安全性向上を進めるきっかけのひとつとなった。

## 本事故の報道や記録作品
事故機がスー・ゲートウェイ空港へ着陸を試み大破炎上する様子は、映像で撮影されテレビニュースで放映された。また、飛行中から救助活動を含めて事故の様子は、さまざまな写真に記録された。スーシティの地元紙である「スーシティジャーナル」は、事故後10日間にわたって多くの紙面を割き、これらの写真とともに事故を報道した。
救助活動中、アメリカ空軍大佐のデニス・ニールセンが、事故機から救助された3歳児を抱きかかえている様子が写真に収められていた。この写真は、地元紙に掲載され本事故の象徴として扱われるようになった。そして、事故の救助活動に関わったすべての人に捧げる記念碑として、この写真をモチーフとした彫像が造られた。彫像は、スーシティのミズーリ川河畔にあるクリス・ラーセン・シティ・パーク内に建てられ、1994年6月5日に除幕式が執り行われた。
スーシティにある航空・交通機関に関する博物館「Mid America Museum of Aviation and Transportation」では、本事故に関する常設展示を2014年に始めた。事故機の飛行経路や交信記録、事故時の写真のほか、事故現場から回収された機長席なども展示されている。
本事故を主題とした映画やドキュメンタリー作品が制作されている。1992年のアメリカのテレビ映画『Crash Landing: The Rescue of Flight 232（邦題:レスキューズ/緊急着陸UA232）』で主題として描かれた。また、ナショナルジオグラフィックチャンネルの「メーデー!:航空機事故の真実と真相」の第9シーズン第14話『ユナイテッド航空232便（SIOUX CITY FIREBALL）』、および「衝撃の瞬間」の第7話『スーシティー空港への不時着（Crash Landing at Sioux City）』でそれぞれ主題として取り上げられている。
日本でも、2023年11月14日放送の「ザ!世界仰天ニュース」において、再現ドラマとデニス・E・フィッチ本人の証言を交えて報道された。